# Alan Bates
Sir Alan Arthur Bates, (Allestree, Derbyshire, 1934. február 17. – London, 2003. december 27.) kétszeres Tony-díjas brit színész. Színházi karrierjét az 1950-es években, filmes karrierjét az 1960-as években kezdte meg. Jelentős hírnévre akkor tett szert, amikor szerepelt a brit filmes újhullám két, azóta kultikussá váló filmjében: az 1961-ben bemutatott Fütyüld le a szelet című krimi-drámában, majd az 1962-es Ez is szerelemben.
Az 1960-as évek folyamán még olyan nagysikerű filmekben tűnt fel, mint az 1964-es Zorba, a görög – ami egész filmes pályafutásának egyik legnagyobb klasszikusává vált –, az 1966-os Szívkirály és Georgy Girl, az 1967-es Távol a tébolyult tömegtől, valamint a Budapesten forgatott, 1968-as Az ezermester, amelyért Oscar-díjra jelölték a legjobb férfi főszereplőnek járó kategóriában. 1969-ben pedig szerepelt a Ken Russell rendezte Szerelmes asszonyokban, amely karrierjének másik legfontosabb filmjévé vált.
Karrierjének két legmeghatározóbb szerepét az 1970-es években játszotta el: az előbb színdarab, majd 1974-ben filmre adaptált Butley és a Thomas Hardy regénye nyomán készített 1978-as The Mayor of Casterbridge főszerepét. 1984-ban televíziós BAFTA-díjat nyert az An Englishman Abroad című film főszerepéért. Bates mind a filmiparban, a televíziós filmek világában és mind a színházi életben jelentős szerepeket vállalt el és nagy elismerésnek örvendett élete végégig. Életének utolsó két évében Tony-díjat nyert el, BAFTA-díjra is jelölték, valamint halála előtt néhány hónappal II. Erzsébet brit királynő lovaggá ütötte.

## Fiatalkora

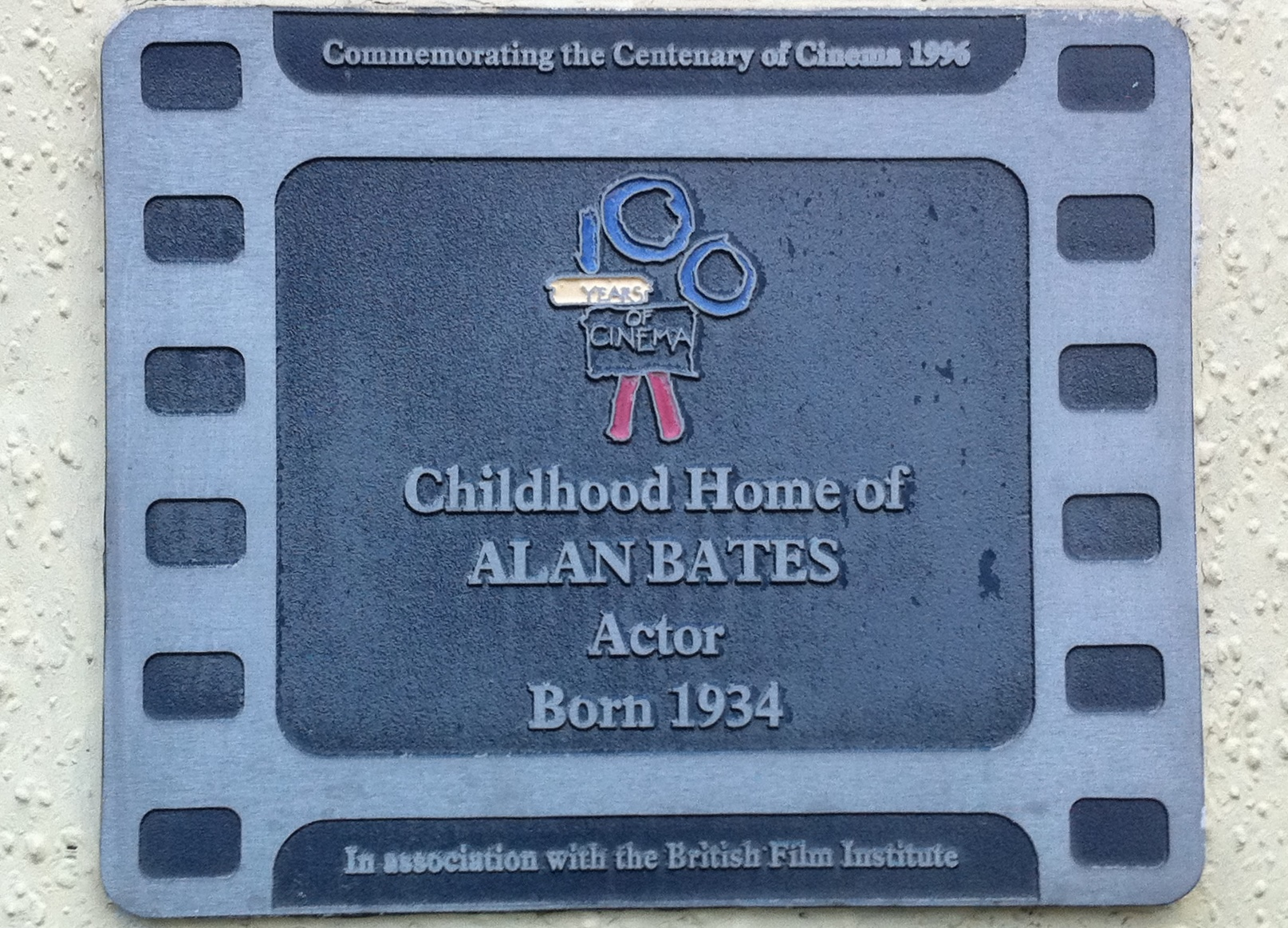
A Kék emléktábla Alan Bates gyermekkori otthonán

Alan Bates 1934. február 17-én született az angliai Derbyben Alan Arthur Bates néven. Édesapja, Harold Arthur Bates, biztosítási ügynök és csellista; édesanyja, Florence Mary háziasszony és zongorista volt. Alan volt a házaspár legidősebb gyermeke, akit 1939-ben Martin Edward Bates és 1945-ben John Roy Bates követett.
A két szülő zenei képzettsége és művészet iránti szeretete nagy hatással volt a fiatal Alanre. Különösen szoros viszony alakult ki a fiú és anyja között, aki rendszeresen vitte Alant színházba és moziba, aminek hatására a fiú 11 éves korában eldöntötte, hogy színész szeretne lenni. Bates iskolai tanulmányait Derbyben végezte el, drámatagozaton szerzett tapasztalatait a város színházában kamatoztatta. Miközben intenzív színész leckéket vett egy helyi tanártól, Alan beadta jelentkezését a világ egyik leghíresebb drámaiskolájába, a londoni Royal Academy of Dramatic Art-ba (RADA), ahová 1951-ben fel is vették és 17 évesen Alan Londonba költözött. Évfolyamtársai közé tartozott a később szintén filmes karriert befutó Albert Finney és Peter O’Toole is. Egy évvel később, 18 évesen katonai szolgálatra hívták be a Brit Királyi Légierőhöz, amit a Derbyhez közeli Syerston községben teljesített, így gyakran haza tudott látogatni családjához. Leszerelése után Alan kimagasló eredménnyel végezte el a drámaiskolát, tanulmányi évei alatt megismerkedhetett a brit színházi világ több fontosabb képviselőjével.

## Karrierje

### Korai színházi szerepei (1955-1960)
Bates színházi debütálására 1955-ben került sor Coventryben, a You and Your Wife című színdarabban és ezután sok kisebb színházi felkérés érkezett hozzá. Hamarosan meghívást kapott a Dühöngő ifjúság című színdarab válogatására, ahol sikerült elnyernie Cliff Lewis szerepét. 1956-ban volt a színdarab bemutatója a londoni West End-en, ami óriási sikert aratott és Bates egyik napról a másikra országos hírnevet szerzett magának. A színdarabnak akkora sikere lett, hogy televíziós adást is készítettek belőle, illetve a New York-i Broadwayen is bemutatták a darabot, amelyekben szintén Bates játszotta Lewis szerepét. Bates New York-i tartózkodása alatt megismerkedhetett számos Hollywoodi hírességgel, legközelebbi barátságba Paul Newmannel és feleségével Joanne Woodwarddal került. A színdarabból 1959-ben filmet is forgattak Richard Burton főszereplésével, azonban Bates ekkor még nem gondolkodott a filmes karrierben, így lemondta a filmben való alakítást, szerepét Gary Raymond játszotta el végül. Alan jelentősebb színházi szerepei közé sorolható ez időből a III. Richárd címszerepe, illetve a Hosszú út az éjszakába egyik mellékszerepe is. 1960-ban pedig megkezdődött szakmai kapcsolata Harold Pinterrel, aki írója volt A gondnok (The Caretaker) című színdarabnak, amiben Mick szerepét kapta meg. A Dühöngő ifjúság, a Hosszú út az éjszakába és A gondnok mind óriási sikert arattak, ami megalapozta Bates betörését a brit filmiparba és televíziózásba.

### Televíziós szereplése és filmes karrierjének beindulása (1960-1963)
Friss színházi sikereinek és hírnevének köszönhetően Bates számos televíziós projektbe kapott meghívást az 1950-es évek végén, ami még tovább növelte ismertségét Nagy-Britannia szerte. Az ITV Play of the Week, az Armchair Theatre és az ITV Television Playhouse televíziós sorozatok több epizódjában is szerepet kapott. Mind a kritikusok, mind a nézők kedvezően fogadták a fiatal színész televíziós vendégszerepléseit.
Még 1956-ban Bates elvállalt egy statisztaszerepet az It's Never Too Late című filmben pusztán pénzkereset gyanánt, de első jegyzett filmes szerepének az 1960-as Komédiást tartják, amiben Laurence Olivier oldalán játszhatott. Ezután ismét csak televíziós szerepeket vállalt el.
Első filmes főszerepét Bates az 1961-es, Bryan Forbes rendezte Fütyüld le a szeletben játszotta, igaz a film igazi főszereplője a 14 éves Hayley Mills volt. A film azóta kultstátusznak örvend és a brit filmes új hullám egyik kiemelkedő darabjának tartják. 1962-ben a John Schlesinger rendezte Ez is szerelem főszerepét kapta meg, ami előző filmjének sikerével összeadódva igazi filmes sztárrá tette Batest. 1963-ban meg is kapta élete első BAFTA-díj jelölését a legjobb férfi főszereplő kategóriában.
Egyre több és több filmajánlat érkezett be a fiatal színészhez, olyan rendezőtől is, mint A harmadik ember rendezőjétől, Carol Reedtől is, akinek a The Running Man című filmjében elvállalta Laurence Harvey és Lee Remick szerepe mellett a harmadik legfontosabb karakter szerepét. Habár a kritikák nagyon pozitívak voltak Bates játékával kapcsolatban, azonban a film sikere alulmaradt az elvárttól és maga Bates sem tartotta igazán jónak az elkészült filmet. Karrierjének ezen szakaszában általában a jóképű, de kissé passzív fiatalember figuráját játszotta.

### Filmes és színházi karrierjének csúcspontja (1963-1974)

Jennie Linden-nel a Szerelmes asszonyokban (1969)

Miután két kisebb filmben főszerepelt, A gondnok filmes adaptációjában (The Caretaker, 1963) és a Mindenből a legjobbat (Nothing but the Best) című filmben, Bateshez ismét egy jelentős filmajánlat futott be: a Zorba, a görög című filmben Anthony Quinn oldalán játszhatott, ami később karrierjének egyik legjelentősebb filmjének bizonyult. Ezután kezdett igazán felívelni Bates filmes karrierje: az 1966-os Georgy Girl és az 1967-es Távol a tébolyult tömegtől mind hatalmas kritikai és nézői sikereket arattak, és mind a kettő film Golden Globe-díj jelölést hozott neki.
Az 1968-as Az ezermester című, John Frankenheimer rendezte film főszerepéért pedig a legjobb férfi főszereplőnek járó Oscar-díjra jelölték, ami filmes karrierjének legjelentősebb eredményévé vált. Az ezermestert teljes egészében Budapesten és környékén forgatták magyar filmes szakemberek és statiszták bevonásával, amellyel a film az első jelentős nyugati produkció volt, amit a szocialista Magyarországon forgattak. Bates 1960-as évekbeli filmes sikersorozatát a Ken Russell rendezte Szerelmes asszonyok zárta, amely ismét hatalmas sikert és kritikai elismerést szerzett magának, Bates pedig egy újabb BAFTA-díj jelölést kapott alakításáért. E filmben alakított biszexuális karakter egyúttal kizökkentette Batest a jóképű, passzív vagy gyötrődő karakterekből és ezután előszeretettel testesített meg szexuális- vagy identitásválsággal küzdő férfiakat, amelyek közül több homo- vagy biszexuális beállítottságú karakter volt.
Az 1970-es évektől Bates filmes karrierje némileg stagnált, ami részben Bates házasságkötésének, és ikrei, Benedick és Tristan születésének, valamint Bates színházi szerepek felé fordulásának volt betudható. Habár két jelentős filmes projektben vett részt a 70-es évek elején: a Laurence Olivier rendezte A három nővérben, illetve az 1971-ben Cannes-i Arany Pálma-díjjal kitüntetett A közvetítőben.
Míg filmes karrierje nyugvópontra ért, addig színházi karrierje ekkoriban ért fel a csúcsra a Harold Pinter által írt és rendezett színdarab, a Butley főszerepével. A színdarabot sikerrel mutatták be a Broadwayen is és 1973-ban Bates Tony-díjat vehetett át alakításáért. 1974-ben filmes adaptációt is kapott a darab, amiben szintén Bates alakította a főszerepet.

### Televíziós sikerek és rövid Hollywoodi kitérő (1975-1983)
Miután számos kisebb filmben szerepelt, amik közül az Ünnepség (1975) emelhető ki, a 70-es évek végén Bates filmes- és televíziós karrierje egy újabb csúcspontjához érkezett. 1978-ban eljátszotta Thomas Hardy regényén alapuló mini-sorozat, a The Mayor of Casterbridge főszerepét, amit maga Alan Bates karrierjének legjobb szerepének írt le. Majd egymás után három kritikai és nézői sikereket elérő filmben szerepelt: a Hollywoodban forgatott és számos Oscar-díjra jelölt Asszony férj nélkül és a Rózsa című filmekben, illetve A kiáltás című filmben, amit a Cannes-i fesztiválon is díjaztak.
Bates 1979-ben ismét Budapestre utazott ezúttal a Nijinsky című film forgatására, ami szintén Hollywoodi produkció volt. Habár Bates számos ajánlatot kapott nagyobb költségvetésű amerikai filmekbe, a színészt nem igazán vonzotta a Hollywoodi filmes világ, így pár év távollét után családjával együtt visszaköltözött Londonba és nagyrészt brit és európai filmekben vállalt szerepeket. 1983-ban két jelentősebbnek tekinthető projektben is részt vett: egyrészt – a nem igazán jó kritikákat kapó, de Bates-nek pénzügyileg gyümölcsöző – A gonosz ladyben Faye Dunaway mellett játszhatott, másrészt John Schlesinger rendezősége alatt az An Englishman Abroad című TV-filmben játszott szerepéért televíziós BAFTA-díjat vehetett át.

### Kis költségvetésű filmek fő- és mellékszerepeiben (1984-1999)

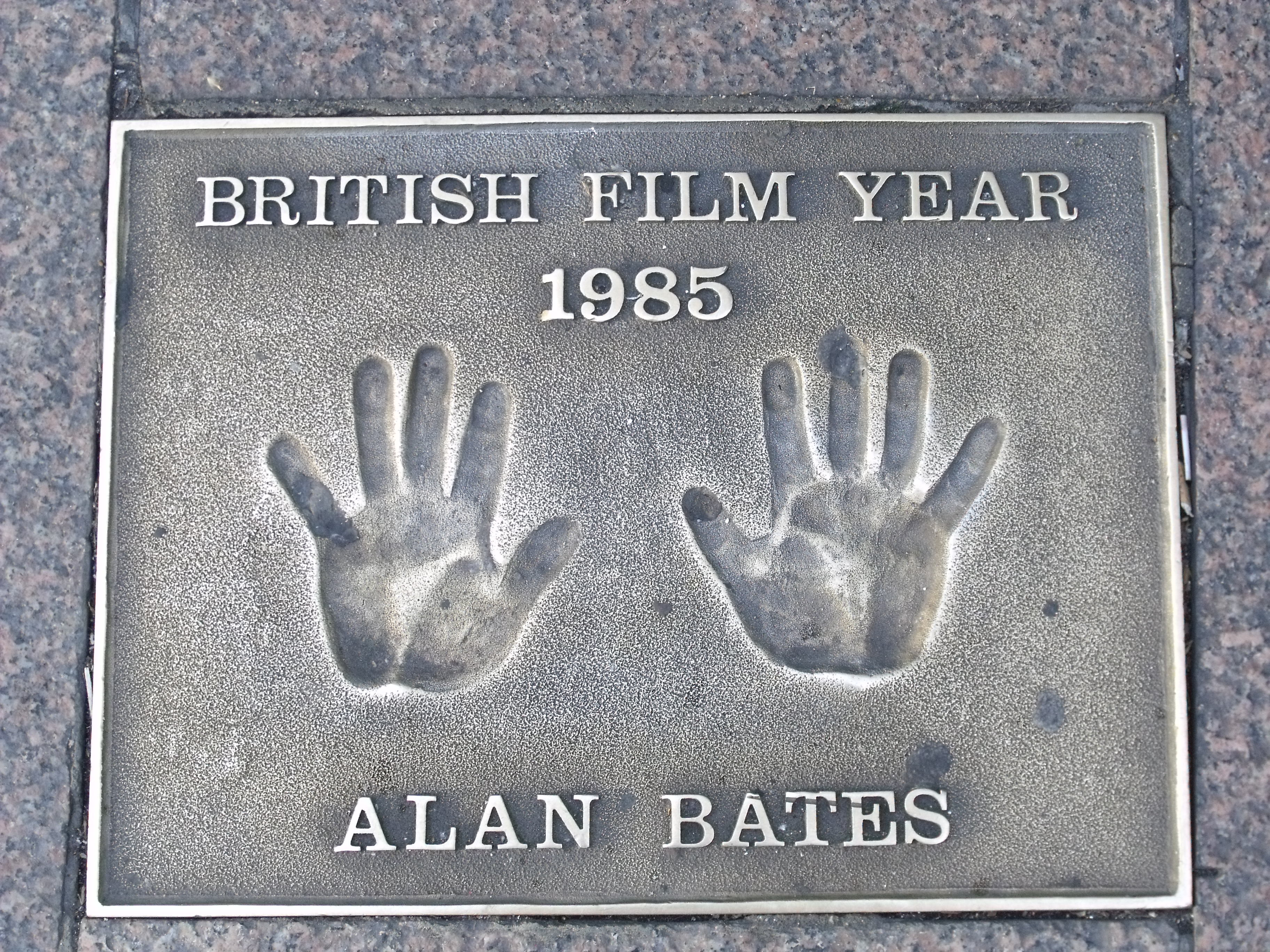
Kézlenyomata a londoni Leicester Square-en

50 éves korától Bates egyre inkább kiöregedett a romantikus főhős szerepéből és ezért egyre inkább eddig rá nem jellemző szerepeket vállalt el, így többször negatív karakterek megtestesítését. A 80-as évek folyamán a színész kisebb-közepesebb sikerű filmekben szerepelt, mint például Julie Andrews oldalán az Egyszemélyes duettben, a Mickey Rourke főszereplésével készült Ima egy haldoklóért című film főgonoszát játszotta, majd Gary Oldman egyik első filmes szerepét elhozó Nagyra becsülünk című vígjáték főszereplője volt. 1990-ben ismét egy nagyobb költségvetésű filmben, a Mel Gibson főszereplésével készült Hamletben játszotta Claudius szerepét, ezzel BAFTA-díj jelölést szerzett a legjobb férfi mellékszereplő kategóriában.
Az 1990-es évek folyamán Bates egyre kisebb és kisebb filmes szerepeket vállalt, általában kisebb költségvetésű filmekben vagy televíziós produkciókban. Ennek fő oka a színész körül történt tragédiák sokasága, mivel édesanyja, egyik fia és felesége is pár éven belül hunyt el. 1992-ben újabb BAFTA-díj jelöléssel gazdagodhatott Bates, ezúttal az Unnatural Pursuits című mini-sorozat főszerepe által. 1993-ban ismét az USA-ba utazott, hogy részt vegyen a Silent Tongue című horrorfilm forgatásán a nem sokkal forgatás után elhunyt River Phoenix oldalán. Egyetlen szerepe a 90-es élvekből, amit maga Bates is nagyra tartott, az az 1998-as Nicholas ajándéka című filmben volt, amiben egy meggyilkolt kisfiú édesapját alakította.

### Utolsó nagyobb filmes és színházi sikerei (2000-2003)
Az ezredfordulót követően Alan megosztotta idejét a filmezés és a színházi szereplés között. Mivel neve nagynak számított, ezért úgy döntött, hogy kisebb vendégszerepléseket vállal filmekben viszonylag magasabb fizetségért. 2000-ben Bates harmadjára és egyben utoljára Budapestre utazott a Koldus és királyfi forgatására. A 2001-es év ismét több sikert hozott a színésznek: egyrészt a Szerelem hideg éghajlat alatt című mini-sorozatbeli alakításáért megkapta élete utolsó BAFTA-díj jelölését a legjobb férfi mellékszereplő kategóriában, másrészt szerepelt a prominens színészgárdával forgatott, több Oscar-díjra jelölt Gosford Park című, Robert Altman rendezte filmben.
A színházi világban is aktív Bates 2002-ben, 29 év után ismét Tony-díjat vehetett át, ezúttal a Kegyelemkenyéren (Fortune’s Fool) színdarabban nyújtott alakításáért. A darabban fiával, Benedick Bates-szel együtt játszhatott.
Élete utolsó két évében még rengeteg kisebb szerepet vállalt el, még halálos betegségének tudatában is gyakorlatilag a legutolsó hónapokig dolgozott. Többek között szerepelt a Richard Gere szereplésével bemutatott Megszólít az éjszaka című filmben, a Rettegés arénája című, Ben Affleck főszereplésű filmben, valamint Az Ítélet című filmben is. Legutolsó szerepét a Spartacus című mini-sorozatban alakította.

### Lovaggá ütése
Alan Batest 2003 márciusában II. Erzsébet brit királynő lovaggá ütötte, A Brit Birodalom Rendjének Knight Bachelor rangját adományozva a színésznek. Bates életrajzírója és családja szerint is a színészt már jóval korábban lovaggá kívánta ütni a királynő, azonban a 70-es évek folyamán Bates visszautasította a királynő húgának, Margit hercegnőnek személyes meghívását, aki vélhetően emiatt mindig megvétózhatta Bates lovaggá ütését. Ezt a feltételezést megerősítette a tény, hogy Bates lovaggá ütésére egy hónappal Margit hercegnő elhunyta után került sor.

## Magánélete

### Személyisége és szexuális orientációja
Donald Spoto által írt, 2007-ben megjelent életrajzi könyv szerint színész kollégái Alan Batest egy általában jókedvű, barátságos és mindig segítőkész színésznek írták körül, aki leginkább a munkájában látta örömét. Szerette a precizitást és minden szerepén keményen dolgozott, ugyanakkor egy-egy szerep elfogadásán sokszor a legutolsó pillanatig hezitált. Habár szeretett dolgozni, pénzt keresni és sikert-sikerre halmozni, mégsem vágyott nemzetközi hírnévre és inkább megosztotta idejét a filmes és színházi karrierje között. Alan Bates sosem kezelte magát sztárként, mindig egy színészgárda szerves tagjának tekintette magát és az újonc színészeket is türelmesen és segítőkészen kezelte. Bates független egyéniség volt, viszont folyamatosan vágyott arra, hogy szeressék, de mégsem tudott senkivel sem tartósan együtt maradni. Túlzott segítőkészsége magánéletére is kihatott, így gyakran választott gondokkal küszködő partnert magának, mint például a feleségét is.
Bates szexuális orientációját, de főleg szexuális identitását nehéz meghatározni. A színész nem igen beszélt nyilvánosan a magánéletéről és nagyon diszkréten kezelte viszonyait. Bates életrajzírója, Donald Spoto a következőképp írta le a színész szexuális orientációját: „Szerette a nőket, de a legszorosabb viszonyait férfiakkal ápolta.” Spoto könyvében az is olvasható, hogy Bates szexuális fantáziáiban általában férfiak szerepeltek, és valóban több szexuális jellegű viszonya volt élete során férfiakkal, mint nőkkel. Viszont Bates sok esetben férfi szeretői előtt is letagadta, hogy lenne bármilyen homoszexuális komponens a természetében, és nem igazán szerette besorolni magát a hetero, bi- vagy homoszexuális kategóriákba. Mindenesetre filmes karrierje során – amellett, hogy főleg heteroszexuális romantikus főhős szerepeket játszott – előszeretettel játszott biszexuális (Szerelmes asszonyok (1969), Butley (1974)) és homoszexuális karaktereket is (Nijinsky (1980), An Englishman Abroad (1983), Nagyra becsülünk (1988)).

### Felesége és gyermekei
Bates 1970-ben házasodott össze Victoria Warddal, akivel Victoria haláláig, 1992-ig voltak házasok. A főként férfiakkal viszonyt kezdő Bates valószínűleg részben karrierje megvédelmezése, részben a Ward iránt érzett segítőkészsége miatt vehette el a nőt. 1970-ben a párnak ikrei születtek, Benedick és Tristan. Ward fiatalon a filmes szakmában kisebb munkákkal, főleg forgatókönyvírással és ügyintézéssel foglalkozott, így ismerkedett meg Bates-szel is. Ward élete során mentális problémákkal küzdött, és Bates-szel közös ikrei felnevelése is nehézséget okozott neki. Bates pár éven belül elköltözött feleségétől és gyerekeitől, de Ward annyira beszámíthatatlanná vált, hogy az ikrek hamarosan apjukhoz költöztek. Ward az évek során mentálisan és fizikailag is annyira legyengült, hogy 1992-ben, 52 évesen alultápláltság vagy más néven kóros lesoványodás (cachexia) következtében hunyt el. Tristan Bates még anyja halála előtt, 1990-ben hunyt el asztmás rohamban, Tokióban. Benedick Bates pedig apjához hasonlóan a színészi pályát választotta és 2002-ben együtt is játszottak egy színdarabban. Benedick az évezred elején megházasodott, és azóta három kislánya született.

### Viszonyai
Bates fiatalkorától kezdve túlnyomórészt férfiakkal kezdett rövidebb-hosszabb viszonyba. Legelső komolyabb kapcsolata Peter Wyngarde színésszel volt, akivel csaknem egy évtizedig együtt élt az 50-es és 60-as évek során. Habár a két férfi nagyon diszkréten kezelte közös életüket, azonban feltételezhető, hogy szexuális kapcsolatban álltak egymással. Wyngarde után vegyesen voltak férfi és női szeretői is, akik közül Joanna Pettet és Angharad Rees színésznők emelhetők ki. Rees elmondása szerint intenzív szexuális kapcsolat volt Bates és közte. Házassága alatt Batesnek számtalan viszonya volt, főleg fiatalabb férfiakkal, többek között Nickolas Grace színésszel, John Curry olimpiai korcsolyázóval és Gerard Hastings festőművésszel. Bates férfiakkal való viszonyait nagy diszkrécióval kezelte, nyilvánosan sosem mutatkozott egyik szeretőjével sem. Felesége halála után vegyesen férfiakkal és nőkkel is voltak viszonyai, régi szerelmével, Angharad Rees-zel össze is költöztek egy időre.

### Egészségi állapota, betegsége és halála
Bates élete nagy részében egészséges volt, csupán cukorbetegség alakult ki nála idősebb korára. Mivel nem mindig tudta betartani az orvos által előírt diétát, egy idő után minden nap inzulininjekciót adott be magának, hogy szabadon étkezhessen. Azonban emiatt nagyon ingadozó lett a testsúlya, ami az 1980-as évektől látványosan meglátszott rajta.
2003 elején diagnosztizáltak nála hasnyálmirigyrákot. Orvosa tájékoztatta a színészt, hogy a túlélési esélyei nagyon alacsonyak; egy évnél tovább valószínűleg nem fog élni. Bates derűlátóan tekintett betegségére, hitt felgyógyulásában, és az intenzív kemoterápiás kezelés és sugárkezelés ellenére keményen dolgozott tovább a színházi és filmes életben is. 2003 őszére állandó kórházi ellátásra szorult. Mivel ekkor már nyilvánvaló volt a közeli halál ténye, ezért naponta családtagok, ismerősök és régi kollégák is meglátogatták a kórházi szobájában, aki az elmondások szerint végig mosolyogva fogadta vendégeit. Bates december elejére lassan kómába esett, és december 27-én hunyt el fia, Benedick jelenlétében.

## Filmográfia

### Filmek
| Év   | Film                                                           | Szerep                       | Megjegyzés |
| ---- | -------------------------------------------------------------- | ---------------------------- | --- |
| 1956 | It's Never Too Late                                            | Lear király                  | Statiszta (első film)                                                                                                |
| 1960 | A komédiás                                                     | Frank Rice                   | |
| 1961 | Fütyüld le a szelet Whistle Down the Wind                      | A férfi                      | |
| 1962 | Ez is szerelem A Kind of Loving                                | Vic                          | jelölés: BAFTA-díj a legjobb férfi főszereplőnek                                                                     |
| 1963 | The Running Man                                                | Stephen                      | |
| 1963 | The Caretaker                                                  | Mick                         | |
| 1964 | Mindenből a legjobbat Nothing but the Best                     | Jimmy Brewster               | |
| 1964 | Zorba, a görög Zorba the Greek                                 | Basil                        | |
| 1966 | A Georgy lány Georgy Girl                                      | Jos Jones                    | jelölés: Golden Globe-díj a legjobb férfi főszereplőnek – zenés film vagy vígjáték                                   |
| 1966 | Szívkirály King of Hearts                                      | Charles Plumpick             | |
| 1967 | Távol a tébolyult tömegtől Far from the Madding Crowd          | Gabriel Oak                  | jelölés: Golden Globe-díj a legjobb férfi főszereplőnek – filmdráma                                                  |
| 1968 | Az ezermester The Fixer                                        | Yakov Bok                    | jelölés: Oscar-díj a legjobb férfi főszereplőnek jelölés: Golden Globe-díj a legjobb férfi főszereplőnek – filmdráma |
| 1969 | Szerelmes asszonyok Women In Love                              | Rupert Birkin                | jelölés: BAFTA-díj a legjobb férfi főszereplőnek                                                                     |
| 1970 | A három nővér Three Sisters                                    | Versinyin ezredes            | |
| 1971 | A közvetítő The Go-Between                                     | Ted Burgess                  | |
| 1972 | Mihaszna Joe halálának egy napja A Day in the Death of Joe Egg | Bri                          | |
| 1973 | Story of a Love Story                                          | Harry                        | |
| 1974 | Butley                                                         | Ben Butley                   | |
| 1974 | The Story of Jacob and Joseph                                  | Narrátor                     | tévéfilm |
| 1975 | Ünnepség In Celebration                                        | Andrew Shaw                  | |
| 1975 | Királyi játszma Royal Flash                                    | Rudi von Sternberg           | |
| 1978 | Asszony férj nélkül An Unmarried Woman                         | Saul Kaplan                  | |
| 1978 | A kiáltás The Shout                                            | Charles Crossley             | |
| 1979 | A rózsa The Rose                                               | Rudge Campbell               | |
| 1980 | Very Like a Whale                                              | Sir Jock Mellor              | tévéfilm |
| 1980 | Nijinsky                                                       | Sergei Diaghilev             | |
| 1981 | Kvartett Quartet                                               | H.J. Heidler                 | |
| 1981 | Ręce do góry                                                   | Wikto                        | |
| 1981 | The Trespasser                                                 | Siegmund                     | tévéfilm |
| 1982 | A Voyage Round My Father                                       | John Mortimer                | tévéfilm |
| 1982 | A katona hazatér The Return of the Soldier                     | Chris Baldry kapitány        | |
| 1982 | Britannia gyógyintézet Britannia Hospital                      | Macready                     | |
| 1983 | Külön asztalok Separate Tables                                 | John Malcolm/Pollock ezredes | tévéfilm |
| 1983 | A gonosz lady The Wicked Lady                                  | Jerry Jackson kapitány       | |
| 1983 | An Englishman Abroad                                           | Guy Burgess                  | tévéfilm díj: televíziós BAFTA-díj a legjobb férfi főszereplőnek                                                     |
| 1984 | A genfi dr. Fischer Dr. Fischer of Geneva                      | Dr. Alfred Jones             | tévéfilm |
| 1986 | Egyszemélyes duett Duet for One                                | David Cornwallis             | |
| 1987 | Szemenszedett hazugságok Pack of Lies                          | Stewart                      | tévéfilm |
| 1987 | Ima egy haldoklóért A Prayer for the Dying                     | Jack Meehan                  | |
| 1988 | Nagyra becsülünk We Think the World of You                     | Frank Meadows                | |
| 1989 | The Dog It Was That Died                                       | Giles Blair                  | tévéfilm |
| 1989 | Force Majeure                                                  | Malcolm Forrest              | |
| 1990 | Mr. Gonosz Mister Frost                                        | Felix Detweiler              | |
| 1990 | Dr. M                                                          | Dr. Marsfeldt                | |
| 1990 | Hamlet                                                         | Claudius                     | jelölés: BAFTA-díj a legjobb férfi mellékszereplőnek                                                                 |
| 1991 | Secret Friends                                                 | John                         | |
| 1991 | Shuttlecock                                                    | James Prentis őrnagy         | |
| 1993 | Silent Tongue                                                  | Eamon McCree                 | |
| 1995 | Groteszk The Grotesque                                         | Sir Hugo Coal                | |
| 1998 | Nicholas ajándéka Nicholas’ Gift                               | Reg Green                    | tévéfilm |
| 1999 | The Cherry Orchard                                             | Leonid Andreievitch Gayev    | |
| 2000 | Szent Patrick legendája St. Patrick: The Irish Legend          | Calpornius                   | tévéfilm |
| 2000 | Koldus és királyfi                                             | VIII. Henrik                 | tévéfilm |
| 2001 | Gosford Park                                                   | Jennings                     | |
| 2002 | Megszólít az éjszaka The Mothman Prophecies                    | Alexander Leek               | |
| 2002 | Bertie és Elizabeth Bertie and Elizabeth                       | V. György                    | tévéfilm |
| 2002 | A rettegés arénája The Sum of All Fears                        | Richard Dressler             | |
| 2002 | Evelyn                                                         | Tom Connolly                 | |
| 2002 | A salemi boszorkányper Salem Witch Trials                      | Sir William Phips            | tévéfilm |
| 2003 | Meanwhile                                                      | Peter atya                   | |
| 2003 | Forgathatatlan forgatókönyv Hollywood North                    | Michael Baytes               | |
| 2003 | Az ítélet The Statement                                        | Armand Bertier               | |

### Televíziós műsorok
| Év   | Műsor                                                | Szerep                        | Megjegyzés                                                               |
| ---- | ---------------------------------------------------- | ----------------------------- | ------------------------------------------------------------------------ |
| 1956 | ITV Play of the Week                                 | Cliff Lewis                   | Epizód: "Look Back in Anger"                                             |
| 1959 | ITV Play of the Week                                 | Eddie Burke                   | Epizód: "The Square Ring"                                                |
| 1959 | ITV Play of the Week                                 | Charles Tritton               | Epizód: "The Wind and the Rain"                                          |
| 1959 | Armchair Theatre                                     | Lewis Black                   | Epizód: "The Thug"                                                       |
| 1959 | Armchair Theatre                                     | Epizód: "Three on a Gas Ring" |                                                                          |
| 1959 | ITV Television Playhouse                             | Kenneth                       | Epizód: "A Memory of Two Mondays"                                        |
| 1959 | ITV Television Playhouse                             | Rikki Barofski                | Epizód: "The Jukebox"                                                    |
| 1960 | ITV Television Playhouse                             | Ralph Freeman                 | Epizód: "Incident"                                                       |
| 1960 | ITV Play of the Week                                 | Peter Garside                 | Epizód: "The Upstart"                                                    |
| 1960 | The Four Just Men                                    | Giorgio                       | Epizód: "Treviso Dam"                                                    |
| 1961 | Armchair Theatre                                     | Mario                         | Epizód: "Duel for Love"                                                  |
| 1966 | The Wednesday Play                                   | Grigor Pecharin               | Epizód: "A Hero of Our Time"                                             |
| 1975 | Play for Today                                       | Peter                         | Epizód: "Paintiffs and Defendants"                                       |
| 1975 | Play for Today                                       | Charles                       | Epizód: "Two Sundays"                                                    |
| 1976 | Great Performances                                   | James                         | Epizód: "The Collection"                                                 |
| 1977 | Piccadilly Circus                                    | Gray                          | Epizód: "Plaintiffs and Defendants"                                      |
| 1978 | The Mayor of Casterbridge                            | Michael Henchard              | minisorozat                                                              |
| 1985 | Summer Season                                        | Nicholas                      | Epizód: "One for the Road"                                               |
| 1988 | The Ray Bradbury Theater                             | John Fabian                   | Epizód: "And So Died Riabouchinska"                                      |
| 1990 | Screen Two                                           | Marcel Proust                 | Epizód: "102 Boulevard Haussmann"                                        |
| 1992 | Screen One                                           | Henry Sitchell                | Epizód: "Losing Track"                                                   |
| 1992 | Unnatural Pursuits                                   | Hamish Pratt                  | 2 epizód Jelölés – televíziós BAFTA-díj a legjobb férfi főszereplőnek    |
| 1994 | Hard Times                                           | Josiah Bounderby              | minisorozat                                                              |
| 1995 | Oliver's Travels                                     | Oliver                        | minisorozat                                                              |
| 2000 | Az ezeregy éjszaka meséi Arabian Nights              | Mesemondó                     | minisorozat                                                              |
| 2000 | Kezdetben vala In the Beginning                      | Jethro                        | minisorozat                                                              |
| 2001 | Szerelem hideg éghajlat alatt Love in a Cold Climate | Matthew nagybácsi             | minisorozat Jelölés – televíziós BAFTA-díj a legjobb férfi főszereplőnek |
| 2004 | Spartacus                                            | Agrippa                       | minisorozat                                                              |

## Színházi díjai
- 1959 Clarence Derwent-díj – Hosszú út az éjszakába (A Long Day's Journey into Night)
- 1971 Az Evening Standard díja a legjobb színésznek – Butley
- 1972 Tony-díj a legjobb férfi főszereplőnek színdarabban – Butley
- 1975 A Variety Club díja – Otherwise Engaged
- 1983 A Variety Club díja – A Patriot for Me
- 2000 Drama Desk és Lucille Lortel díj – Unexpected Man
- 2002 Tony-díj a legjobb férfi főszereplőnek színdarabban – Kegyelemkenyéren (Fortune’s Fool)

## Fordítás
- Ez a szócikk részben vagy egészben  az   Alan Bates című angol Wikipédia-szócikk fordításán alapul.  Az eredeti cikk szerkesztőit annak laptörténete sorolja fel. Ez a jelzés csupán a megfogalmazás eredetét és a szerzői jogokat jelzi, nem szolgál a cikkben szereplő információk forrásmegjelöléseként.